# 広島県立黒瀬特別支援学校
広島県立黒瀬特別支援学校（ひろしまけんりつ くろせとくべつしえんがっこう）は、広島県東広島市黒瀬町乃美尾にある県立特別支援学校。
教室不足など狭隘化解消のため、2025年度（令和7年度）に高等部のみ広島県立黒瀬高等学校校舎内に移転する予定。

## 学部
- 小学部
- 中学部
- 高等部

## 沿革
- 1979年（昭和54年）4月10日 - 呉市安浦町（当時豊田郡安浦町）にある安浦病院の敷地内に、本校安浦分級の前身となる広島県立呉養護学校安浦分級が開設される[2]。
- 1979年（昭和54年）7月 - 本校の前身となる広島県立呉養護学校黒瀬分級が開設される[3]。
- 1988年（昭和63年）4月 - 呉養護学校から独立し、広島県立黒瀬養護学校として開校。同時に、安浦分級も黒瀬養護学校の分級となる[3]。
- 2007年（平成19年）4月1日 - 校名を広島県立黒瀬養護学校から広島県立黒瀬特別支援学校に変更。
- 2018年（平成30年）11月8日 - 創立30周年記念式典ならびに記念公演を挙行[4]。
- 2018年（平成30年）12月 - 教育委員会会議において、安浦分級の閉級と本校への統合が決定[2]。
- 2019年（平成31年）4月1日 - 児童・生徒の増加に伴い、会議室を廃止[要出典]。
- 2020年（令和2年）3月18日 - 3月末の閉級を控えた安浦分級についての記念誌を出版[2]。
- 2020年（令和2年）4月1日 - 児童・生徒の増加に伴い、理科室を廃止。それまで理科室で行われていた授業は、以後各教室で行う[要出典]。
- 2022年度（令和4年）以降 - 通学者が増え続けていることに伴い、増改築に着手する。